# 山口テレメッセージ
山口テレメッセージ株式会社（やまぐちテレメッセージ）は、かつて1980年代後半から1990年代にかけて山口をサービスエリアとしてポケットベルなどの事業を行っていた企業。本社は山口市熊野町にあった。略称名は自称「YTM」だが、一般的に使用されたわけではない。

## 概要
山口県の有力企業である宇部興産、山口放送、テレビ山口の3社と、地場の電力会社である中国電力が中心となり設立された。テレビ山口は当時宇部興産の強い影響下にあったため、当社の経営についても宇部興産が主導権を握ることになり、役員が複数派遣されている。
当時はテレメの通称で知られ、1990年代中盤の爆発的なポケベル人気の中でNTTドコモと並んで加入者を急増させたが、その後ポケベル人気の中核をなしていた高校生から20代前半の若者らが携帯電話やPHSに急速に移行したことから基地局などの通信設備が過剰となり、その減価償却などに苦しむこととなった。

## 沿革
- 代表取締役社長　西田陽太郎（元宇部興産専務取締役、元学校法人香川学園理事長、元テレビ山口代表取締役社長）

- 1986年12月16日 設立
- 1988年
  - 4月25日 第一種電気通信事業許可[1]
  - 10月1日 開業[1][2]
- 2000年9月13日 解散を臨時株主総会で決議[3]

## 通信端末
詳細はテレメッセージ内の通信端末を参照のこと。

## 関連企業
- テレビ山口